# Johannes Rupertus
Johannes Rupertus, auch Johann Rupert Wirtenberger (* vor 1569; † 1605 in Lauenburg/Elbe) war ein deutscher evangelisch-lutherischer Pastor und lauenburgischer Generalsuperintendent von 1592 bis 1605.

## Leben und Wirken
Über die Herkunft und das Geburtsjahr von Rupertus gibt es keine Angaben; bekannt ist nur, dass er 1569 in Tübingen ordiniert wurde und den Magister-Titel führte.
Am 14. Oktober 1592 kam Rupertus als Hofprediger der Herzogin Maria nach Lauenburg/Elbe und wurde noch im selben Jahr zum Generalsuperintendenten ernannt.
In seiner Amtszeit wurde das Superintendentenhaus (später Diakonenhaus) am Kirchplatz in Lauenburg/Elbe erbaut (heute Museum), dessen Balkeninschrift Rupertus als Auftraggeber nennt.